# ГЕС Кашуейра-Дорада
ГЕС Кашуейра-Дорада (порт. Usina Hidrelétrica de Cachoeira Dourada) – гідроелектростанція на сході Бразилії на межі штатів Мінас-Жерайс та Гояс. Розташована між ГЕС Ітумбіара (вище по течії) та ГЕС Сан-Сіман, входить до складу каскаду на Паранаїбі (правий виток другої за довжиною річки Південної Америки Парани).
Введена в експлуатацію у 1958 році перша черга станції з двома гідроагрегатами малої потужності не створювала водосховища, а дві її дамби забезпечували подачу ресурсу із рівня до 418 метрів НРМ. Втім, вже за кілька років Паранаїбу перекрили повноцінною греблею. Лівобережну частину долини займає кам’яно-накидна ділянка із глиняним ядром висотою 26 метрів та довжиною близько 1 км, а далі тягнеться бетонна частина висотою 22 метри та довжиною понад 2 км. Ця споруда потребувала 500 тис. м3 бетону та 2,2 млн м3 породи. Вона утримує водосховище з площею поверхні 74,4 км2 та об’ємом 460 млн м3 (корисний об’єм 219 млн м3), в якому рівень поверхні підняли до 430,5 метра НРМ.
У центральній частині греблі розташовано кілька інтегрованих з нею машинних залів, обладнаних турбінами типу Каплан (за виключенням третьої черги, де використали гідроагрегати з турбінами типу Френсіс). Всього тут встановлено десять агрегатів, з яких два по 17 МВт (перша черга), три по 54 МВт (друга черга), три по 84 МВт (третя черга) та два по 105 МВт (четверта черга). Обладнання працює при напорі у 34,5 метра та може виробляти 3635 млн кВт·год електроенергії на рік. 